# Сан-Прері (Вісконсин)
Сан-Прері (англ. Sun Prairie) — місто (англ. city) в США, в окрузі Дейн штату Вісконсин. Населення — 35 967 осіб (2020).

## Географія
Сан-Прері розташований за координатами 43°10′55″ пн. ш. 89°14′9″ зх. д. / 43.18194° пн. ш. 89.23583° зх. д. (43.181961, -89.235717).  За даними Бюро перепису населення США в 2010 році місто мало площу 31,73 км², з яких 31,67 км² — суходіл та 0,06 км² — водойми.

## Демографія
Згідно з переписом 2010 року, у місті мешкали 29 364 особи в 11 636 домогосподарствах у складі 7641 родини. Густота населення становила 926 осіб/км².  Було 12413 помешкання (391/км²).
Расовий склад населення:
| - 85,4 % — білих - 6,1 % — чорних або афроамериканців - 3,7 % — азіатів - 0,3 % — корінних американців - 1,4 % — осіб інших рас |

До двох чи більше рас належало 3,0 %. Частка іспаномовних становила 4,3 % від усіх жителів.
За віковим діапазоном населення розподілялося таким чином: 27,9 % — особи молодші 18 років, 63,2 % — особи у віці 18—64 років, 8,9 % — особи у віці 65 років та старші. Медіана віку мешканця становила 33,3 року. На 100 осіб жіночої статі у місті припадало 94,0 чоловіків;  на 100 жінок у віці від 18 років та старших — 90,1 чоловіків також старших 18 років.
Середній дохід на одне домашнє господарство  становив 77 324 долари США (медіана — 66 177), а середній дохід на одну сім'ю — 90 353 долари (медіана — 78 974). Медіана доходів становила 52 271 долар для чоловіків та 41 997 доларів для жінок. За межею бідності перебувало 8,6 % осіб, у тому числі 12,2 % дітей у віці до 18 років та 5,9 % осіб у віці 65 років та старших.
Цивільне працевлаштоване населення становило 16 942 особи. Основні галузі зайнятості: освіта, охорона здоров'я та соціальна допомога — 21,4 %, фінанси, страхування та нерухомість — 15,1 %, науковці, спеціалісти, менеджери — 13,5 %, роздрібна торгівля — 12,1 %.